# 2017-es Rubik-kocka-világbajnokság
A 2017-es Rubik-kocka-világbajnokságnak Franciaország, Párizs adott otthont. A 9. alkalommal megszervezett versenyt 2017. július 13-16 között rendezték. A versenyzők 18 kategóriában mérték össze a tudásukat.
A versenyen 1100 játékos vett részt. A 3x3x3 kirakásban első alkalommal az amerikai Max Park nyerte el a világbajnoki címet.

## Eredmények
| Versenyszám   | Győztes            | Átlagidő | Legjobb rakás |
| ------------- | ------------------ | -------- | ------------- |
| 3x3x3         | Max Park           | 6.85     | 5.87          |
| 2x2x2         | Antonie Paterakis  | 1.72     | 1.26          |
| 4x4x4         | Sebastian Weyer    | 24.15    | 19.79         |
| 5x5x5         | Feliks Zemdegs     | 48.48    | 43.70         |
| 6x6x6         | Kevin Hays         | 1:35.34  | 1:32.00       |
| 7x7x7         | Feliks Zemdegs     | 2:21.60  | 2:17.46       |
| 3x3x3 vakon   | Grzegorz Jałocha   | DNF      | 24.48         |
| 3x3x3 LM      | Marcel Peters      | 26.33    | 25            |
| 3x3x3 OH      | Max Park           | 10.31    | 9.76          |
| 3x3x3 lábbal  | Jakub Kipa         | 30.69    | 27.78         |
| Megaminx      | Juan Pablo Huanqui | 38.14    | 34.75         |
| Pyraminx      | Drew Brads         | 2.04     | 1.52          |
| Rubik-óra     | Wojciech Knott     | 6.31     | 5.56          |
| Skewb         | Łukasz Burliga     | 2.86     | 2.52          |
| Square-1      | Jayden McNeill     | 10.07    | 7.47          |
| 4x4x4 vakon   | Bill Wang          |          | 2:09.94       |
| 5x5x5 vakon   | Tom Nelson         |          | 5:43.86       |
| 3x3x3 T vakon | Shivam Bansal      |          | 37/40 59:12   |

3x3x3 LM=3x3x3 legkevesebb mozdulatból kirakás
3x3x3 OH=3x3x3 egy kézzel
3x3x3 T vakon=3x3x3 több kocka vakon